# Коллоредо, Себастьян
Себастьян Коллоредо (итал. Sebastian Colloredo; род. 9 сентября 1987 года, в Джемона-дель-Фриули, Италия) — известный итальянский прыгун с трамплина, участник двух Олимпийских игр.
В Кубке мира Коллоредо дебютировал в 2005 году, в феврале 2005 года первый раз попал в десятку лучших на этапе Кубка мира. Всего на сегодняшний момент имеет 6 попаданий в десятку на этапах Кубка мира, 4 в командных соревнованиях и 2 в личных. Лучшим результатом Коллоредо в итоговом общем зачёте Кубка мира является 37-е место в сезоне 2009-2010.
На Олимпиаде-2006 в Турине стартовал в трёх дисциплинах: стал 11-м в команде, 27-м на нормальном трамплине и 36-м на большом трамплине.
На Олимпиаде-2010 в Ванкувере показал следующие результаты: нормальный трамплин 29-е место, большой трамплин 27-е место.
За свою карьеру участвовал в трёх чемпионатах мира, лучший результат 11-е место в команде на чемпионате-2009 в Либереце.